# Pechvogel (lied)
Pechvogel is een lied van de Nederlandse muziekgroep De Kraaien. Het werd in 2013 als single uitgebracht. 

## Achtergrond
Pechvogel is geschreven en geproduceerd door Bernd Gansebev, Kim Tippelpanne, Neurbert El Halt, Prins Clit In Paanham. Het is een lied dat past in de genres dialectpop, electropop en nederhop. Het nummer werd bij radiozender NPO 3FM uitgeroepen tot SuperCrazyTurboTopHit.
In de bijbehorende videoclip zijn meerdere bekende Nederlanders te zien, waaronder Dennis Weening, Mr. Polska en Tess Milne. De muziekvideo is geregisseerd door Frank van der Steen.

## Hitnoteringen
De groep had succes met het lied in de hitlijsten van Nederland. Het piekte op de 33e plaats van de Nederlandse Top 40 en stond vijf weken in deze hitlijst. In de Single Top 100 kwam het tot de 36e plaats in de acht weken dat het er in te vinden was. 